# Ctenidium homalophyllum
Ctenidium homalophyllum är en bladmossart som beskrevs av Brotherus, A. Yasuda och Iishiba 1932. Ctenidium homalophyllum ingår i släktet Ctenidium och familjen Hypnaceae. Inga underarter finns listade i Catalogue of Life.